# Evangelie
Evangelie komt van het Griekse woord τό εὐαγγέλιον, euangelion, dat 'beloning voor de bode van goed nieuws (geluksbode)', 'goede boodschap' en '(christelijke) heilboodschap' betekent.
De term evangelie wordt vooral gebruikt in het christendom, het eerst in de brieven van Paulus en later in de eerste regel van het oudste evangelie, dat van Marcus (ca. jaar 66 – 73). Maar euangelion komt ook al eerder bij bijvoorbeeld Homerus voor en bijvoorbeeld in de Kalenderinscriptie van Priëne (9 v. Chr.) over keizer Augustus als verlosser, een politieke propagandaboodschap.

## Omschrijving
Evangelie heeft in het christendom meerdere, samenhangende betekenissen. Breed slaat het op de 'blijde boodschap' van de Bijbel als geheel of van Jezus in het bijzonder. Er wordt ook een van de vier levensbeschrijvingen óver Jezus in de Bijbel mee bedoeld (van Matteüs, Marcus, Lucas, Johannes, soms ook de buitenbijbelse levensbeschrijvingen, zoals het evangelie van Thomas). Het verspreiden van de christelijke boodschap wordt wel evangeliseren genoemd.
Evangelie wordt in overdrachtelijke zin ook wel gebruikt voor een boodschap waaraan een groot belang of een zekere onfeilbaarheid wordt toegedicht, bijvoorbeeld het gedachtegoed van een bepaalde filosoof of een boek dat op een bepaald terrein veel invloed heeft gehad.
In een kerkgebouw heet de linkerkant van het koor de 'evangeliezijde'. De rechterkant is de epistelzijde. In dit verband zijn ook de oude ambonen te beschouwen: stenen preekstoelen in oude kerkgebouwen aan weerszijden van het altaar, een aan de evangeliezijde en de ander aan de epistelzijde.

## In het Nieuwe Testament

### De vier evangeliën
Het Nieuwe Testament van de christelijke Bijbel bevat de vier evangeliën in de zin van Bijbelboeken:
- Evangelie volgens Matteüs
- Evangelie volgens Marcus
- Evangelie volgens Lucas
- Evangelie volgens Johannes

Deze boeken vormen de canonieke evangeliën en worden vaak kortweg Matteüs, Marcus, Lucas en Johannes genoemd. Vooral Matteüs, Marcus en Lucas vertonen grote overeenkomsten.
De originele Griekse tekst van alle vier de boeken past elk op een gemiddelde boekrol. Het kortste en eerste evangelie is dat volgens Marcus dat in de indeling van Robert Estienne bestaat uit 16 hoofdstukken en zo'n 11.250 woorden bevat. Het evangelie volgens Marcus begint met
Het begin van het Evangelie van Jezus Christus (Zoon van God)
Het Lucasevangelie is met zo'n 19.500 woorden het langste evangelie en het vormt samen met de Handelingen van de apostelen een tweedelig werk, hoewel het evangelie volgens Johannes tussen beide delen in is komen te staan. De auteur van Lucas-Handelingen is verantwoordelijk voor meer dan een kwart van het hele Nieuwe Testament.
De evangeliën van Matteüs, Marcus en Lucas worden vanwege de vele onderlinge overeenkomsten de synoptische evangeliën genoemd. De tekst van deze drie evangeliën wordt soms in drie kolommen naast elkaar geplaatst om ze makkelijk te kunnen vergelijken. Zo'n tabel heet dan een synopsis. Hoewel ook het evangelie van Johannes overeenkomsten met de andere evangeliën heeft, wordt meestal aangenomen dat dit evangelie literair min of meer onafhankelijk is van de synoptische evangeliën. De precieze literaire en theologische relaties tussen de vier evangeliën is nog altijd onderwerp van onderzoek, discussie en speculatie.
De evangeliën zijn in het Koinè-Grieks geschreven. Geen van de boeken vermeldt een auteur. De huidige benamingen zijn het resultaat van veronderstellingen die men in het vroege christendom over de auteurs van de evangeliën had, waarbij men zich voornamelijk baseerde op overlevering. Over de vraag of deze aannames juist waren, en zo niet, wie dan wel de schrijvers van de evangeliën waren, wordt nog steeds gedebatteerd. In ieder geval is geen van de canonieke evangeliën geschreven door een auteur die zelf ooggetuige is geweest van Jezus' leven en optreden. Dit betekent dat zij bij het schrijven van hun evangelie gebruik hebben moeten maken van bestaande mondelinge en schriftelijke overleveringen en bronnen.
De evangeliën hebben alle vier eigen thema's en accenten. Het is aannemelijk dat die voor een deel het gevolg zijn van de achtergrond waartegen ieder evangelie geschreven is en van de gemeenschap waarin ieder evangelie ontstaan is. Ontwikkelingen in het vroege christendom na de dood van Jezus, zoals de veranderlijke en gecompliceerde relatie tussen christenen en Joden, zullen van invloed zijn geweest op de manier waarop de auteurs Jezus en zijn woorden en daden beschreven hebben.

### Het synoptisch vraagstuk
De evangeliën van Matteüs, Marcus en Lucas hebben een groot aantal passages gemeen en vaak zijn die passages zelfs woordelijk hetzelfde. Tegelijk is er ook een groot aantal verschillen: er zijn passages die in twee van de genoemde evangeliën voorkomen maar niet in het derde, soms zijn passages in een andere volgorde geplaatst en soms zijn passages die in alle drie de evangeliën voorkomen in een van drie anders geformuleerd.
De vraag hoe de overeenkomsten en verschillen in deze drie evangeliën verklaard kunnen worden en hoe deze drie evangeliën zich tot elkaar verhouden, wordt het synoptische vraagstuk genoemd. Tegenwoordig neemt men meestal op grond van argumenten aan dat:
- van de drie evangeliën Marcus het oudste is,
- dat Lucas en Matteüs gedeeltelijk gebaseerd zijn op Marcus,
- dat Lucas en Matteüs daarnaast een andere bron gebruikt hebben, die Q wordt genoemd,
- dat Lucas mogelijk nog een 'eigen' bron gebruikt heeft, die L genoemd wordt en
- dat Matteüs mogelijk ook nog een 'eigen' bron gebruikt heeft, die M genoemd wordt.

Het is mogelijk dat Q niet één bron is, maar uit meer bronnen bestaat. Hetzelfde geldt voor bronnen M en L. We kunnen ook niet met zekerheid zeggen dat Q, L en M daadwerkelijk bestaan; alle aannames over deze bronnen zijn gebaseerd op de teksten van de drie evangeliën en hun onderlinge overeenkomsten en verschillen.
De kern van de bovenstaande theorie over de relatie tussen de drie synoptische evangeliën is wat wel de prioriteit van Marcus wordt genoemd: de aanname dat Marcus de oudste van de drie is, en dat de andere twee (gedeeltelijk) op Marcus gebaseerd zijn.

### Synoptische evangelies versus Johannes

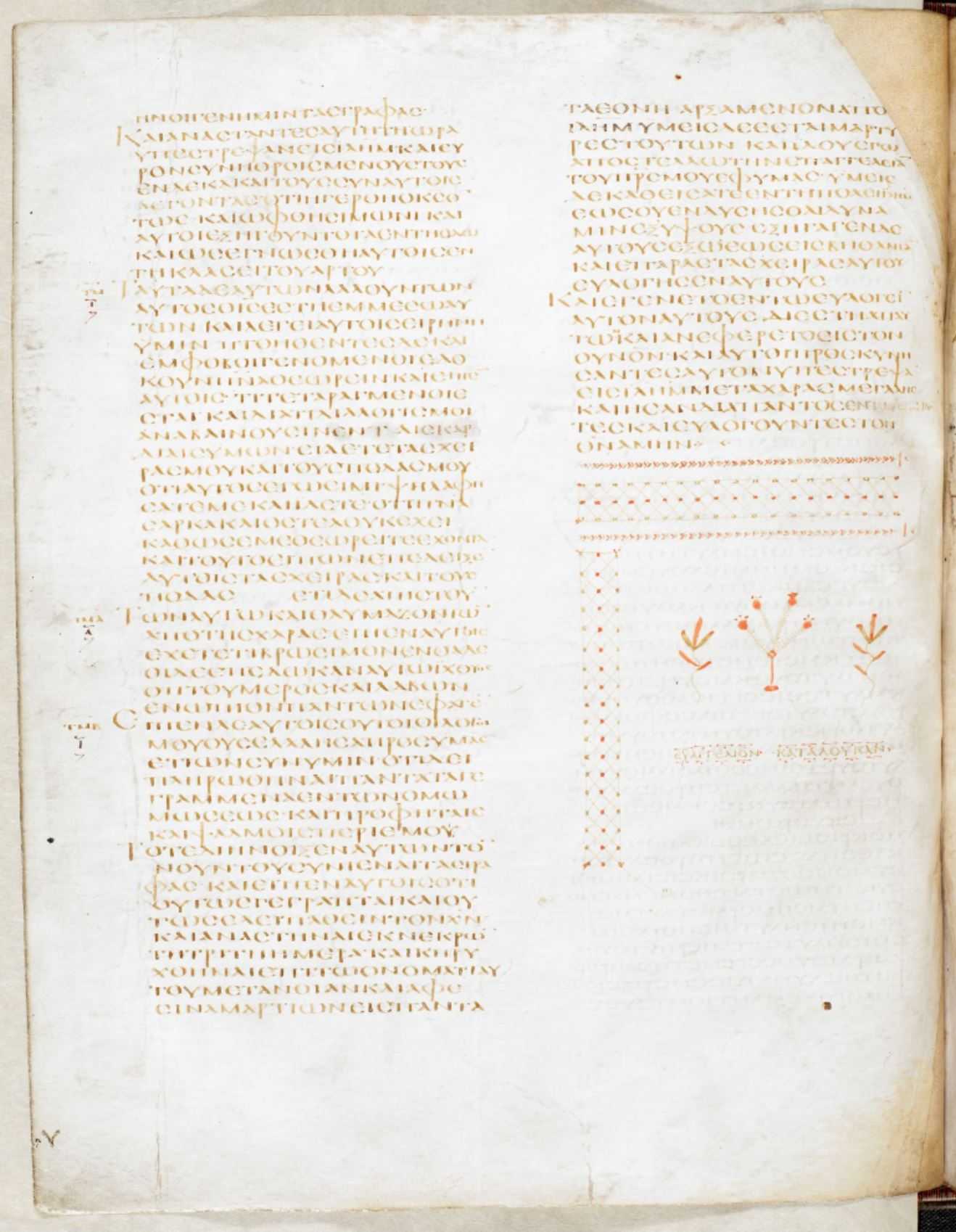
Codex Alexandrinus, manuscript uit de vijfde eeuw met het einde van het Evangelie volgens Lucas. British Library.

Bij een vergelijking van de vier evangelies valt op dat het Evangelie volgens Johannes sterk afwijkt van de drie andere. De evangelies van Matteüs, Marcus en Lucas bevatten veel beschrijvingen die in grote lijnen en soms zelfs woordelijk overeenkomen en worden daarom synoptische evangelies genoemd. Zowel de verhaallijn als de aan Jezus toegeschreven uitspraken in Johannes verschillen sterk van de synoptische evangelies.
Enkele belangrijke verschillen:
- De synoptische evangelies verhalen veelvuldig van exorcisme, Johannes niet één keer.
- In de synoptische evangelies weigert Jezus een "teken" of bewijs van zijn autoriteit te verschaffen,[6] terwijl dit in Johannes juist een van de belangrijkste kenmerken is.[7]
- Het belangrijkste thema van de synoptische evangelies is het koninkrijk van God, terwijl dit in Johannes slechts één keer voorkomt in 3:3-5.
- Een uiterst belangrijk verschil tussen de synoptische evangelies en Johannes is het verschil in stijl. Waar de synoptische evangelies spreken in termen van "is als" ("Gods Koninkrijk is als ..."), spreekt Johannes meestal in de beroemde vorm "ik ben" (zoals in 6:35 en 15:1). Zo bevat Johannes ook geen verhalen, geen handelingen die illustreren hoe God met mensen handelt. Ook komen er in Johannes geen parabelen zoals we die in de synoptische evangelies vinden terwijl de synoptische evangelies geen metaforen bevatten zoals die wel in Johannes voorkomen.
- De bediening van Jezus lijkt zich in de synoptische evangelies binnen twaalf maanden af te spelen, terwijl deze in Johannes minimaal 2 jaar duurde.
- Johannes plaatst het merendeel van Jezus' leven in Judea, de synoptische evangelies in Galilea. Verder hanteren de synoptische evangelies een geografische tweedeling: het eerste deel van Jezus optreden speelt zich af in Galilea, het tweede deel in Jeruzalem. De reis van Galilea naar Judea en Jeruzalem vormt een omslagpunt. Bij Johannes speelt het optreden van Jezus zich wisselend in Galilea en Jeruzalem af.
- In de synoptische evangelies is de "zuivering van de Tempel" de belangrijkste aanleiding voor Jezus' executie, terwijl deze in Johannes aan het begin van zijn bediening wordt geplaatst, zonder belangrijk gevolg.[8]
- In de synoptische evangelies is het proces tegen Jezus formeel: Jezus wordt voor het Sanhedrin geleid, getuigen worden gehoord en Jezus zelf wordt verhoord, waarna de hogepriester een officiële aanklacht formuleert. In Johannes (18:12-40) wordt Jezus privé verhoord door Annas en Kajafas, de dienstdoende hogepriester, zonder formele aanklacht of getuigenverhoor.

De verschillen zijn zo groot dat het onmogelijk is om aan te nemen dat er twee tradities waren, waarbij iedere traditie 50 procent weergaf van wat Jezus zei, vrijwel zonder overlap. In de afgelopen 150 jaar moesten onderzoekers dus kiezen. Vrijwel unaniem wordt aangenomen dat de leringen van de historische Jezus moet worden gezocht in de synoptische evangelies en dat in Johannes een vroege, doorgewerkte theologie kan worden aangetroffen, waarin overpeinzingen worden aangetroffen over de persoon en het werk van Christus, weergegeven in de eerste persoon, alsof ze zo door Jezus gezegd zijn.

### Verschillende evangeliën versus harmonisering
Vanaf het begin was men zich bewust van de verschillen tussen de evangeliën. Er waren bovendien talrijke versies in omloop. De vraag rees daardoor in welke mate men tot een evangeliën-harmonie moest komen. Op deze vraag werden twee antwoorden gegeven:
- De Kerk besloot ondanks de overeenkomsten tussen de verschillende evangeliën niet tot een harmonisering van de verschillende teksten over te gaan. De vroege Kerk heeft daarmee zich tegensprekende teksten bewaard, waarmee men zich al dan niet bewust openstelde voor een pluriform begrip van de Bijbel. Men kwam tot een canon, waarin alle gezaghebbende versies werden opgenomen.
- Andere stromingen, met name de gnostiek, tendeerden naar harmonisering van evangeliën om deze tot een lopend verhaal te maken. Tatianus harmoniseert de evangeliën tot een boek, de Diatessaron, om zich van al dan niet vermeende incoherenties te ontdoen. Ammonius van Alexandrië slaat aan het harmoniseren, terwijl Marcion het evangelie "zuivert". Omdat de God van het Oude Testament in de gnostiek een demiurg is, zuiverde Marcion het Lukas-evangelie van alle verwijzingen naar dat Oude Testament. Verder werd door hem het gehele Oude Testament geschrapt, net als de evangeliën van Marcus, Matteüs en Johannes.
- De rivaliserende evangelies op een rijtje:
  - Evangelie van Cerinthus, versie van Cerinthus
  - Evangelie van Basilides, versie van Basilides
  - Evangelie van Marcion, versie van Marcion
  - Evangelie van Appelles, versie van Appelles
  - Evangelie van Bardesanes, versie van Bardesanes
  - Evangelie van Mani, versie van Mani

### Genre
In de negentiende eeuw en het begin van de twintigste eeuw ging men er in het algemeen van uit dat de vier evangeliën in het Nieuwe Testament samen een apart literair genre vormen, dat onafhankelijk van de in de tijd van het vroege christendom bestaande literaire genres ontstaan is en tot ontwikkeling gekomen is. Een van de oorzaken van deze zienswijze vormen de verschillen tussen de evangeliën enerzijds en eigentijdse biografieën anderzijds. Zo is het de laatste eeuwen gebruikelijk dat biografieën veel aandacht besteden aan de jeugd- en vormingsjaren van de hoofdpersoon, een onderwerp dat in de evangeliën nauwelijks aan de orde komt. Ook het innerlijk leven van Jezus komt in de evangeliën niet of nauwelijks aan de orde. Anderzijds besteden de evangeliën relatief veel aandacht aan Jezus' sterven, iets wat in moderne biografieën niet gebruikelijk is. Deze en andere verschillen tussen 'moderne' biografieën en de evangeliën leidden ertoe dat onderzoekers de evangeliën zagen als een op zichzelf staand literair genre. De evangeliën zouden sui generis zijn, enig in hun soort, aldus Rudolf Bultmann.
Als de evangeliën inderdaad een apart genre vormen en het evangelie van Marcus is, zoals men over het algemeen aanneemt, het eerste evangelie, waarop Matteüs en Lucas vervolgens (gedeeltelijk) gebaseerd zijn, dan is de auteur van Marcus dus degene die verantwoordelijk is voor het ontstaan van dit nieuwe genre. De grote vraag is dan hoe het evangelie van Marcus tot stand gekomen is. De vormkritiek, Formgeschichte, die in het begin van de twintigste eeuw ingang vond, zag Marcus als een verzameling van losse, merendeels mondeling overgeleverde fragmenten, uitspraken en anekdotes. De auteur van Marcus voegde deze fragmenten samen en creëerde daarmee een nieuw genre, onafhankelijk van bestaande genres. Een genre dat meer folkloristisch dan literair was. Dit genre werd vervolgens door auteurs van Matteüs en Lucas, en eventueel Johannes, verder ontwikkeld.
Echter, in het laatste kwart van de twintigste eeuw leidde de opkomst van de redactiekritiek, Redaktionsgeschichte, ertoe dat er opnieuw gezocht werd naar overeenkomsten tussen de evangeliën en bestaande literaire genres uit die tijd. Hieruit bleek dat er duidelijke overeenkomsten zijn tussen de evangeliën en Grieks-Romeinse biografieën van rond het begin van onze jaartelling. Daarom gaan veel onderzoekers er tegenwoordig van uit dat de evangeliën tot het genre van de antieke biografieën gerekend kunnen worden, dat wil zeggen: dat de auteurs van de evangeliën tot doel hadden een biografie te schrijven met de in die tijd gangbare vorm. Dit houdt overigens geen ontkenning in van bepaalde verschillen in accent tussen de evangeliën en antieke biografieën, maar deze verschillen zijn dan een gevolg van het onderwerp van de teksten (Jezus en zijn leer) en niet van een verschil in genre.
Antieke biografieën bevatten tussen de 10.000 en 20.000 woorden, waarmee ze op een boekrol van gebruikelijke afmeting (ongeveer 10 meter) passen. Ter vergelijking: het kortste evangelie, dat van Marcus, bevat ongeveer 11.250 woorden en het langste, dat van Lucas, ongeveer 19.500 woorden. Antieke biografieën hanteren vaak geen chronologische ordening en besteden geen aandacht aan het innerlijk leven van de hoofdpersoon. Ze besteden ook vaak relatief veel aandacht aan de dood van de hoofdpersoon, iets wat we bijvoorbeeld zien in biografieën van auteurs als Plutarchus en Tacitus.
De aanname dat de evangeliën door de auteurs als biografieën geschreven zijn heeft gevolgen voor de uitleg van de tekst. Het betekent, zeker gezien de beperkte ruimte die een boekrol biedt, dat alle passages, of het nou om een verhaal gaat, of om een uitspraak, een geslachtsregister of om een korte anekdote, die in het evangelie opgenomen zijn van belang zijn om het leven en de leer van Jezus te begrijpen, althans, naar mening van de auteur. Daarnaast lijkt het waarschijnlijk dat een aantal verschillen tussen de evangeliën onderling dan verklaard kan worden als pogingen van de auteurs om hun tekst 'biografischer' te maken, met name als het gaat om verschillen tussen Marcus enerzijds en Matteüs en Lucas anderzijds: de auteurs van Matteüs en Lucas hebben bij het schrijven van hun evangelie niet alleen het Grieks van Marcus verbeterd, maar hebben ook gepoogd hun tekst meer op een antieke biografie te laten lijken door bijvoorbeeld het toevoegen van passages over Jezus' kindertijd die in Marcus ontbreken.

### Datering
De datering die verschillende onderzoekers voor de evangeliën hanteren loopt soms sterk uiteen. In ieder geval zijn ze alle vier geschreven na Jezus' dood en is het vrijwel zeker dat er enige tijd verstreken is tussen Jezus' dood en het ontstaan van de evangeliën. Vaak wordt het Marcusevangelie het vroegst gedateerd, tussen de jaren 50 en 100 n.Chr. en het Johannesevangelie het laatst: eind eerste eeuw tot begin tweede eeuw. Ehrman noemt als periode van ontstaan 40 jaar (Marcus, gevolgd door Matteüs en Lucas) tot 65 jaar (Johannes) na Jezus' dood in het jaar 30.
In zijn Brieven schrijft Paulus al over "het evangelie van Christus", voordat de vier evangeliën geschreven werden:
- Romeinen 15:19 "Zo heb ik, vanuit Jeruzalem tot Illyricum toe, het Evangelie van Christus verspreid."
- 1 Korintiërs 9:12 "...we verdragen alles om de verkondiging van het Evangelie van Christus niet te hinderen."
- 2 Korintiërs 2:12 "Toen ik in Troas kwam om het Evangelie van Christus te prediken, gaf God mij mogelijkheden."
- Galaten 1:7 "Er is geen ander evangelie, er zijn alleen maar mensen die u in verwarring willen brengen en het Evangelie van Christus willen verdraaien."[11]
- Galaten 1:11 "Ik verzeker u, broeders en zusters, dat het evangelie dat ik u verkondigd heb niet door mensen is bedacht"[11]
- Filippenzen 1:27 "Leef in overeenstemming met het Evangelie van Christus..."[12]
- 1 Thessalonicensen 3:2 "Timotheüs... onze broeder en Gods medewerker in de verkondiging van het Evangelie van Christus".

## In de liturgie
In sommige christelijke kerken, waaronder de Rooms-Katholieke Kerk, wordt elke dag van het jaar een lezing uit een van de evangeliën uitgevoerd. Kortweg wordt zo'n evangelielezing ook wel evangelie genoemd, hoewel het steeds slechts een klein stukje betreft uit een van de vier Bijbelse varianten. Afhankelijk van het jaar komen de evangelielezingen voornamelijk uit de beschrijvingen van Matteüs, Marcus of Lucas. Men spreekt zodoende over het Matteüsjaar, Marcusjaar of Lucasjaar. Uit het vierde evangelie, dat volgens Johannes, worden elk jaar enkele karakteristieke verhalen gelezen. Johannes' schrijfstijl is moeilijker te begrijpen doordat hij veel meer beeldspraak gebruikt dan de drie andere, eerder geschreven, synoptische evangeliën.
Een evangeliarium is een manuscript of boek met de volledige teksten van de evangeliën. Een evangelistarium is in feite een pericopenboek en bevat gedeelten die in de mis op zon- en feestdagen worden voorgelezen.

## Apocriefe evangeliën
Er zijn enkele tientallen teksten uit de eerste eeuwen van het christendom bekend die zichzelf als evangelie aanduiden of door anderen zo werden genoemd. De vorm en inhoud van deze teksten lopen sterk uiteen. Sommige van deze teksten lijken in niets op de canonieke evangeliën, andere vertonen een zekere verwantschap. Enkele van deze apocriefe evangeliën zijn:

### Joods-christelijke evangeliën
De joods-christelijke evangeliën zijn joods-christelijke evangeliën waarvan alleen in de geschriften van de kerkvaders fragmenten bewaard zijn gebleven.
- het Evangelie van de Ebionieten
- het Evangelie van de Nazorenen
- het Evangelie van de Hebreeën

### Gnostische evangeliën
De gnostiek ontstond in de eerste eeuwen na Chr. en wordt gezien als een religie waarbij het verwerven van gnosis, van kennis centraal stond.
- het Evangelie van Thomas
- het Evangelie van Maria Magdalena
- het Evangelie van Judas
- het Evangelie van Filippus
- het Evangelie der Waarheid
- het Evangelie van Eva
- het Heilige boek van de grote onzichtbare Geest of het Koptische evangelie van de Egyptenaren

### Overige
- het Evangelie van Barnabas
- het Evangelie van de Verlosser
- het Evangelie volgens Marcion
- het Geheime Marcusevangelie
- het Evangelie van Nikodemus
- het Proto-evangelie van Jakobus
- het Kindheidsevangelie van Thomas
- het Griekse Evangelie van de Egyptenaren
- het Evangelie volgens Petrus
- het Evangelie van Bartholomeüs

## Indjil
Het woord indjil, in enkelvoud, dat in de Koran een aantal malen voorkomt en wel wordt vertaald als "evangelie", wordt in de islam begrepen als openbaringen van God aan de profeet Isa (Jezus). Men denkt daarbij niet aan de canonieke evangeliën van de Bijbel. In de 20e eeuw werd het Evangelie van Barnabas in sommige islamitische landen verspreid als het 'echte' evangelie van Jezus.

## Websites
- United Bible Societies. BIBLIJA.net ~ the Bible on the Internet, 2020. de evangeliën in diverse vertalingen
- Enkele evangeliën in kolommen naast elkaar (Marcus, Matteüs, Lucas, Johannes, Thomas, Maria. gearchiveerd